# Стараче, Джорджо
Джорджо Стараче (итал. Giorgio Starace, род. 23 февраля 1959, Рим) — итальянский дипломат, чрезвычайный и полномочный посол Италии в России в 2021—2023 годах.

## Биография
Родился 23 февраля 1959 года в Витербо. В 1982 году окончил факультет политической экономии  университета Боккони, .
С 1985 года и с 1995 по 1996 год работал в генеральном управлении по экономическим делам МИД Италии.
С 1989 по 1992 год работал в посольстве Италии в Гватемале.
С 1992 года являлся первым секретарем торгового отдела при посольстве Италии в Китае (Пекин).
С 1996 года являлся советником по международным делам Министерства сельского хозяйства Италии.
С 1999 по 2002 год — первый советник постоянного представительства Италии при ООН (Нью-Йорк).
С 2002 года работал в посольстве Италии в Индии (Нью-Дели).
С 2006 года — дипломатический советник министра сельского хозяйства, продовольствия и лесного хозяйства Италии.
Посол Италии в ОАЭ (2010—2014).
С 2014 по 2015 год — посол Италии при Международном агентстве по возобновляемым источникам энергии.
С 2015 года — специальный представитель министра иностранных дел Италии по Ливии при главном управлении по политическим делам и безопасности.
Посол Италии в Японии (27 марта 2017 — 1 октября 2021).
Посол Италии в России (1 октября 2021 — 21 декабря 2023).

## Награды
- Командор ордена «За заслуги перед Итальянской Республикой» (10 октября 2016)[4]
- Офицер ордена «За заслуги перед Итальянской Республикой» (27 декабря 2004)[5]
- Кавалер ордена «За заслуги перед Итальянской Республикой» (2 июня 1996)[4]
- Орден Восходящего солнца 2-й степени (сентябрь 2021)